# Wang Ping (Tres Regnes)
En aquest nom xinès, el cognom és Wang.
Wang Ping (mort el 248 EC), nom estilitzat Zijun (子均), va ser un oficial militar de Cao Cao que més tard va fer defecció cap a Liu Bei, i va servir com a general sota Shu Han durant el període dels Tres Regnes de la història xinesa.

## Biografia

### Servei sota Cao Cao
Wang Ping (He Ping) va néixer a Dangqu, Baxi (avui en dia Comtat Qu, Sichuan). Va rebre el cognom He (何) perquè es va criar al clan He, del qual sa mare era originària, és de suposar que es va canviar el seu cognom de nou a Wang durant els seus últims anys.
Ell va començar la seva carrera servint sota Du Huo, i va ser fet coronel que va seguir al seu supervisor Du per visitar a la cort imperial. Quan Du es va unir a Cao Cao a Hanzhong per lluitar pel control sobre l'àrea amb el senyor de la guerra Liu Bei, Wang també va ser membre de la força d'expedició. Quan ells van arribar al camp de batalla, Liu es va negar a combatre, i les forces de Cao s'enfrontaren a serioses dificultats logístiques, i molts dels seus soldats van començar a desertar i a unir-se a l'altre bàndol que sí que podia proporcionar aliment i refugi. Wang Ping va ser un dels que es va rendir a Liu.

### Servei sota Shu Han
Com a recompensa per la seva defecció, a Wang se li va donar el rang de major una vegada es canvià de bàndol. Ell va anar a servir al quarter general de Liu Bei d'operacions militars, però els seus èxits van ser remarcables realment només durant els seus últims any servint a Shu.
En el 228, va ocórrer un fet crític en la vida de Wang quan ell va lluitar sota Ma Su com l'avantguarda durant la batalla de Jieting. Ell aconsellà a Ma en contra de l'abandonament de les deus d'aigua i l'acampament al cim de la muntanya, cosa que Ma desestimà, però tot i això li va donar l'opció a Wang de dirigir un destacament a acampar on aquest considerés adequat. De fet, Ma va ser derrotat pel general de Cao Wei, Zhang He, quan aquest últim li va tallar el subministrament d'aigua; Wang Ping i una companyia d'uns 1000 soldats prop del peu de la muntanya van redoblar els seus tambors fortament per alarmar a la defensa. Zhang va confondre Wang com si estigués donant un senyal per les unitats d'emboscada, i no va atacar en la direcció de Wang. Per tant, Wang va ser capaç de reagrupar les forces derrotades i reunir als subministraments escampats per tot arreu. Arran de la derrota, Ma Su suposadament va ser executat, però Wang Ping va ser promogut en gran manera. En el 246, durant la quarta expedició del nord de Zhuge Liang, Wang de nou es va enfrontar a Zhang He, i va ser capaç de resistir els seus atacs. Després del decés de Zhuge Liang, ell va rebre el crèdit pel seu esforç en sufocar la "revolta" de Wei Yan, i va ser promogut a Governador, sota supervisió de Wu Yi.
Wang Ping més tard va reemplaçar Wu com el Comandant d'Àrea de la Regió de Hanzhong, i se li va atorgar el títol de Marquès Estabilitzant Han. En el 244, el regent de Wei, Cao Shuang, va dirigir de seixanta a setanta mil soldats per a atacar Hanzhong. Les forces de Wang Ping van ser intimidades per l'impuls de Cao de més de cent mil soldats, i els generals sota Wang l'instaven a abandonar l'àrea per a formar una defensa més concentrada en la rereguarda. Només Liu Min va insistir a seguir els plans del mort Wei Yan per resistir l'enemic en la perifèria. Wang va mantenir la mateixa opinió que Liu i ells van traslladar les seves forces a Xingshi, i van ocupar una muntanya allí. Aleshores només en tenien 30.000 homes en el moment, però això no era conegut pels enemics, i Liu va aixecar un munt de banderes i gallardets. Per tant, ambdues parts van percebre que l'altra part com tenint una mida més gran que la real, i dubtaren d'enfrontar-se en batalla. Mentre Cao Shuang vacil·lava entre un atac decisiu i una retirada general, les forces dirigides per Yi Fei finalment van arribar, clarament fen-li escollir l'última opció.

## Anotacions
1. ↑  (随杜濩、朴胡诣洛阳，假校尉，从曹公征汉中，因降先主，拜牙门将、裨将军。). SGZ. Biography of Wang Ping.
2. ↑  (十五年，进封安汉侯，代壹督汉中。). SGZ.